# Subarak
Subarak is een bestuurslaag in het regentschap Kampar van de provincie Riau, Indonesië. Subarak telt 1388 inwoners (volkstelling 2010).